# 八犬士
『八犬士』（はっけんし）とは、岡村賢二による日本の漫画作品である。『別冊漫画ゴラク』（日本文芸社）で2005年2月から2006年2月にかけて連載された。
江戸時代に書かれた滝沢馬琴の『南総里見八犬伝』を基にしたフィクション作品である。全26話。単行本は全2巻。コンビニコミック本では上下2巻刊行された。

## 概要
八犬士のひとり犬塚信乃を主人公とした作品で、物語の流れはおおむね馬琴の『八犬伝』（以下、原作。南総里見八犬伝#物語の内容参照）に沿っているといえる。ただし、本作で描かれたのは、大塚から芳流閣を経て行徳古那屋に至る信乃ら犬士の物語と、ヽ大の口から語られる里見家と珠の因縁（原作の発端部）である。このため八犬士すべてが物語に登場することなく連載が終わってしまった。
結城合戦で犬塚番作が宝刀村雨丸を預かる場面をプロローグとし、その34年後、1475年（文明7年）から犬塚信乃を追う形で物語が進む。本編の開始時点で、信乃は大塚村で父ととも暮らし、幼馴染の荘助・浜路と平和に過ごしているが、やがて信乃は村雨丸をめぐる苛烈な運命に翻弄されていく。
芳流閣直前までを収録した単行本2巻（2005年9月掲載分まで、16話）の発行後、連載が終了した。2012年に発行されたコンビニコミック（Gコミックス）版『八犬士スペシャル』では単行本未収録部分も収録されている。

## 主な登場人物
犬塚信乃（いぬづか しの）
主人公。二刀流の使い手。番作の息子で、宝刀・村雨丸に運命を翻弄される。
足利成氏（あしかが しげうじ）
古河公方。
犬塚番作（いぬづか ばんさく）
信乃の父。父と共に結城合戦で戦い、宝刀の村雨丸を預かる。
蟇六（ひきろく）
武蔵豊島郡大塚村の村長。本来なら番作の領地だったが、村長の座を掠め取る。
亀篠（かめささ）
蟇六の女房。番作の姉。夫と組んで悪事を企む。
浜路（はまじ）
蟇六の養女。信乃と荘助の幼馴染で、信乃を一途に想っている。
犬川荘助（いぬかわそうすけ）
信乃と浜路の幼馴染。槍の使い手で蟇六の下男。
八房（やつふさ）
伏姫の愛犬。白い毛並みに八つの牡丹の斑点がある。
里見義実（さとみ よしざね）
安房滝田城主。名君で伏姫の父。
伏姫（ふせひめ）
里見義実の娘。
玉梓（たまずさ）
稀代の妖婦。安房半国の領主・神余光弘を殺害し、所領を奪う。

## 単行本
- 『八犬士』 全2巻（日本文芸社 ニチブン・コミックス、2005年）
- 『八犬伝スペシャル』全2巻（日本文芸社 Gコミックス、2012年）